# Beethoven (film, 1992)
Pour les articles homonymes, voir Beethoven (homonymie).
Série Beethoven
Beethoven 2
(1993)
Pour plus de détails, voir Fiche technique et Distribution.
Beethoven est un film américain réalisé par Brian Levant et sorti en 1992. 
Le film est un succès mondial, portant le total des recettes mondiales à 147 214 049 $, soit un taux de rentabilité de 774 %. En France, il est également un succès, puisqu'il totalise 2 493 576 entrées, dont 428 089 entrées sur Paris, où il a pris la tête du box-office pendant les trois premières semaines à l'affiche avec 292 051 entrées, ce qui lui permet de s'installer en dix-huitième place du box-office français.
Grâce à ce succès, il génère une suite cinématographique Beethoven 2 (1993), ainsi que de nombreuses suites en DVD telles que : Beethoven 3 (2000), Beethoven 4 (2001), Beethoven et le Trésor perdu (2003), Beethoven : Une star est née ! (2008), Beethoven sauve Noël (2011) et Beethoven et le Trésor des pirates (2014).
Il a également engendré une série d'animation Beethoven de 26 épisodes, parue en 1994.

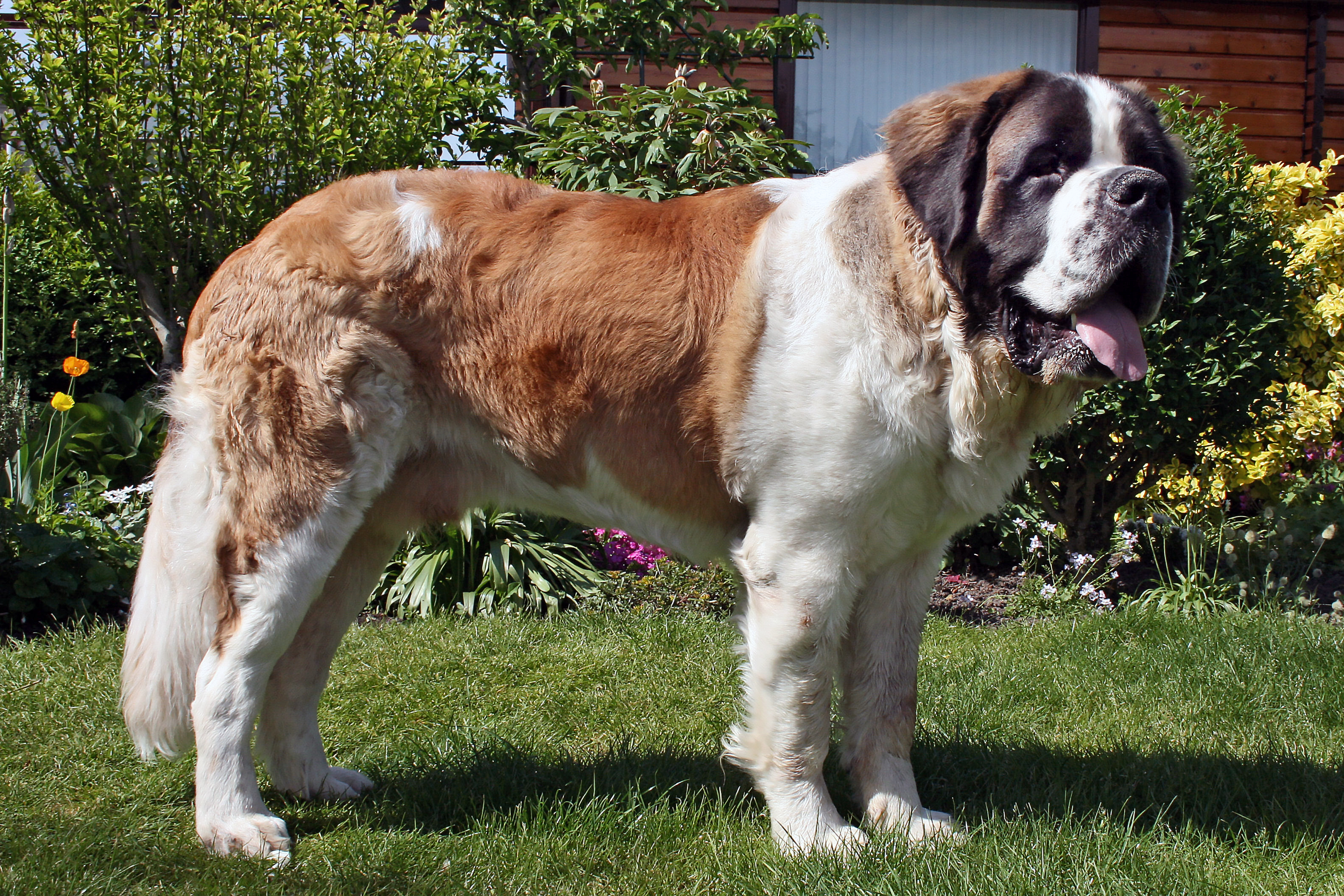
Un saint-bernard, semblable au chien du film.

## Synopsis
Ce film raconte l'histoire d'un chiot saint-bernard qui, à la suite d'un cambriolage dans l'animalerie où il était en vente, échappe aux malfaiteurs et atterrit dans la maison de la famille Newton, où il s'installe. Les enfants veulent immédiatement l'adopter mais leur père est très réticent. Le chien, baptisé Beethoven parce qu'il a aboyé à la 5e symphonie de Ludwig van Beethoven, permet à Ted d'être respecté à l'école, à Emily, la benjamine, d'éviter la noyade dans la piscine du jardin, et à Annie, adolescente peu populaire, de se faire enfin remarquer par Mark, le don Juan du collège.
Tout semble aller pour le mieux, même George finit par aimer le chien. Mais le vétérinaire de la famille, en réalité un escroc qui cherche des chiens pour pratiquer des expériences scientifiques, monte une machination pour récupérer Beethoven.

## Fiche technique
- Titre : Beethoven
- Réalisation : Brian Levant
- Scénario :  John Hughes et Amy Holden Jones
- Photographie : Victor J. Kemper
- Direction artistique : Charles William Breen
- Distribution des rôles : Steven Jacobs
- Décors : Alex Tavoularis, décors de plateau par Gary Fettis
- Costumes : Gloria Gresham
- Montage : Sheldon Kahn (en) et William D. Gordean
- Musique : Randy Edelman
- Production : Michael C. Gross et Joe Medjuck (en)
- Co-production : Gordon A. Webb
- Production associée : Sheldon Kahn (en)
- Production exécutive : Ivan Reitman
- Sociétés de production : Universal Pictures et Northern Lights Entertainment
- Sociétés de distribution : Universal Pictures (États-Unis), United International Pictures (France)
- Pays de production : États-Unis
- Langue originale : anglais
- Format : couleur — 1,33:1 — son Dolby
- Genre : comédie
- Durée : 87 minutes
- Dates de sortie : 
  - États-Unis : 3 avril 1992
  - France : 24 juin 1992
  - Royaume-Uni : 24 juillet 1992
- Classification CNC : tous publics (visa d'exploitation no 79450 délivré le 20 mars 1992)[3]

## Distribution
- Chris († 2007) : le Saint-Bernard Beethoven
- Charles Grodin (VF : Michel Papineschi) : George Newton
- Bonnie Hunt (VF : Céline Monsarrat) : Alice Newton
- Dean Jones (VF : Hervé Bellon) : Dr  Herman Varnick, le vétérinaire
- Nicholle Tom (VF : Alexandra Garijo) : Ryce (Annie en VF) Newton
- Christopher Castile (VF : Maël Davan-Soulas) : Ted Newton
- Sarah Rose Karr (VF : Adeline Chetail) : Emily Newton
- Oliver Platt (VF : Éric Missoffe) : Harvey
- Stanley Tucci (VF : Philippe Peythieu) : Vernon
- David Duchovny (VF : Georges Caudron) : Brad
- Patricia Heaton (VF : Véronique Augereau) : Brie
- Laurel Cronin (VF : Nicole Favart) : Devonia Pest
- Nancy Fish : Mme Grundel, la réceptionniste de la clinique vétérinaire
- Craig Pinkard (VF : Gilbert Lévy) : le sans domicile fixe
- Robi Davidson (VF : Tony Marot) : Mark
- Sherri Paysinger : Ruth Walters, la journaliste TV
- O-Lan Jones : la femme à moto
- Patrick LaBrecque (VF : Tony Marot) : le premier voyou
- Jacob Kenner : le deuxième voyou
- Matthew Brooks : le troisième voyou
- Chris Little (VF : Patrick Guillemin) : le présentateur TV
- Melora Walters : la vendeuse au magasin d'animaux
- Lorraine Marga : la mère au magasin d'animaux
- Joseph Gordon-Levitt : un étudiant
- Richard Portnow (VF : Michel Derain) : l'homme aux balles explosives dans la mallette
- Maxine Elliott Hicks : la vieille femme

## Réception

### Box-office
Beethoven sort aux États-Unis le 3 avril 1992 dans 1 688 salles. Lors de son premier week-end d'exploitation en salles, le film rapporte 7 587 565 $, soit 4 495 $ par salle, ce qui lui vaut d'occuper la troisième place du box-office américain. En première semaine, Beethoven cumule 9 393 725 $. Après avoir occupé la quatrième place la semaine suivante en ayant totalisé 15 495 400 $, il remonte jusqu'à la deuxième place du box-office américain, position qu'il occupe durant deux semaines avec 32 691 565 $ de recettes enregistrées depuis sa sortie. C'est durant cette période que le film atteint le seuil maximal de salles où il est diffusé, n'étant pas diffusé au-delà de 1 938 salles. Le long-métrage finit son exploitation avec 57 114 049 $ de recettes, ce qui est un succès commercial au vu de son budget de production estimé à 18-19 millions de $, et alors que certains dirigeants d'Universal avaient initialement supposé que le film ne donnerait pas de bons résultats, mais prévoyaient maintenant qu'il pourrait atteindre un box-office brut de 100 millions de dollars. Le film est considéré comme un « succès surprise ».
Le succès de Beethoven se confirme surtout à l'international, où il engrange 90 100 000 $, portant le total des recettes mondiales à 147 214 049 $, soit un taux de rentabilité de 774 %. En France, le film est également un succès, puisqu'il totalise 2 493 576 entrées, dont 428 089 entrées sur Paris, où il a pris la tête du box-office pendant les trois premières semaines à l'affiche avec 292 051 entrées, ce qui lui permet de s'installer en dix-huitième place du box-office français.

## Suites
Ce film a connu sept suites, mais la famille Newton des deux premiers volets n'apparait plus dans les suivants, tous sortis directement en vidéo.
- Beethoven 2 (1993)
- Beethoven 3 (2000)
- Beethoven 4 (2001)
- Beethoven et le Trésor perdu (2003)
- Beethoven : Une star est née ! (2008)
- Beethoven sauve Noël  (2011)
- Beethoven et le Trésor des pirates (2014)

## Dans la culture
Il existe une série animée de 26 épisodes datant de 1994.